# BANKHOTEL
BANKHOTEL — конгрес арт-готель, розташований у реконструйованій будівлі філії колишнього Австро-Угорського банку, що на вул. Листопадового Чину, 8 — цінному елементі містобудівної структури історичної частини Львова.

## Історія
Будівля зведена в період бурхливого розвитку міста, який відбувався з 1870-х до 1914 року. Економічний поштовх спричинив появу у Львові кількох десятків фінансових установ, серед яких найвагомішою була саме філія Австро-Угорського банку.
До цього часу у Львівській архітектурі панувала епоха «орнаментальної» сецесії. Вона стилістично сформувала значну частину міста таким, яким ми його бачимо сьогодні. Утім до початку десятих років двадцятого століття цей стиль пережив пік своєї популярності, й до архітектурних прийомів повернулися стриманіші, більш «канонізовані» форми. Панівним у Львові став так званий «академічний» модерн.
Архітектори, що спроєктували будівлю банку, не проґавили зміну тенденцій. Випускники Львівської політехніки Едмунд Жихович (1870—1924) та Міхал Лужецький (1868—після 1939) спільно працювали на базі проєктного бюро Жиховича, яке збудувало чимало визначних будівель у Львові, використовуючи сецесійні засоби й модерністичні інтерпретації різних історичних стилів.
На фасаді будівлі банку, львівський архітектор-реставратор Роман Могитич «упізнав» архітекторів Е. Жиховича та М. Лужецького серед персонажів рельєфів скульптора Юліана Белтовського.
1911 року розпочинається зведення нової філії Австро-Угорського банку згідно з їхнім проєктом. Будівництво закінчується на початку 1914 року, на що вказує акт приймання Будівельною комісією завершеної будівлі.
Чотириповерхова будівля зводилася з цегли. Її фасад прикрашено рустуванням та пілястрами, завершується він широким балюстрадним парапетом. Нижні поверхи на фасаді розділені фризом, який заповнений рельєфами авторства скульптора Юліана Белтовського. Основним елементом композиції будівлі банку був заокруглений кут на збігу вулиць, який завершувався виразною вежею. Вежу з двох боків підкреслювали симетричні виступи конструкції даху, проте оригінальна форма горища з кутовою баштою до наших днів не збереглися.
Стрижнем планувальної структури будівлі є центральний операційний зал на другому поверсі, до якого ведуть широкі парадні сходи. Більшу частину партеру та увесь другий поверх займала банківська установа. Верхні поверхи призначалися для житла — там були розташовані квартири керівництва банку та помешкання обслуги. Ділова та житлова частини були відокремленими, до них вели окремі входи та сходовні.
Деякі виконавці цінних елементів оздоблення залишили автографи: підлога з керамічних плиток вистелена львівсько-краківською фірмою L&G Kaden, вітражі встановив заклад С. Г. Желенського з Кракова.
Австро-Угорський банк функціонував в будівлі недовго, адже через декілька місяців після закінчення будівництва розпочалася перша світова війна, результатом якої став розпад імперії Габсбургів.
Характерна для двадцятого століття постійна зміна політичних режимів повноцінно відобразилася на подальшій історії будівлі: після Першої світової війни банк стає головним офісом Польської крайової позичкової каси, неушкодженим переживає події другої світової війни і надалі використовується для потреб держбанку СРСР. У 1957 році трапилася пожежа, яка й знищила дерев'яні конструкції даху. На зламі 1980—1990-х років установу реорганізовано для потреб Залізничної філії «Промінвестбанку».

## Архітектура
2015 року за розробку проєкту реконструкції та пристосування будівлі Австро–Угорського банку під готель прийнялася Творча архітектурна майстерня «КУДІН».
Одна з головних планувальних проблем, яку було необхідно вирішити архітекторам — це поєднання сходовень і парадних сходів на одному рівні — рівні першого поверху. Це стало можливим лише завдяки включенню внутрішнього дворика в загальну планувальну структуру будівлі, заглибивши його на 1,85 метра від рівня землі та влаштувавши над ним перекриття на рівні підлоги першого поверху.
В основі планувальних рішень автори заклали ідею максимального збереження автентичності будівлі, її планувальної структури, як пам'ятки архітектури. В першу чергу це відносилося до елементів, що збереглися: до вестибюля з його розкішними мармуровими сходами та вітражами, підлоги вестибюля першого та холу другого поверхів з оригінальної кераміки, декоративних елементів стін з карнизами. Усе це було збережене і тактовно відреставроване за допомогою архітектора-реставратора Зіновія Лагуша. Була виконана консервація та реставрація фасадів із заміною зруйнованих елементів на аналогічні. Вікна першого і другого поверхів також були відреставровані.
Оригінальний дах будівлі був втрачений, і для відтворення його первісної форми архітектори використали копії авторських креслень, які їм вдалося розшукати в архівах. При відновленні форми втраченого горища з'явилася можливість організувати в просторі горища три поверхи готельних номерів, що суттєво збільшило номерний фонд готелю.
Номерний фонд налічує 101 номер, з них: один Президентський люкс, один люкс Прем'єр, 6 півлюксів, 57 номерів суперіор (22 дабл, 35 твін), 35 номерів стандарт (5 сінгл, 27 дабл, 3 твін), та один номер для маломобільних груп населення. Оскільки рівень першого поверху знаходиться над рівнем тротуару, для маломобільних клієнтів готелю біля головного входу передбачений підйомник.
Розміщення в структурі Австро-Угорського банку операційного залу, в який з вестибюля першого поверху ведуть парадні сходи, дало можливість авторам проєкту запроєктувати конгрес-хол на 300 місць з можливістю перетворення його на 8 окремих конференц-кімнат за рахунок розсувних перегородок. Клієнти конгрес-холу можуть скористатися лаунжем і відкритою терасою. Також конгрес-хол має прямий зв'язок з кухнею.
В структурі готелю запроєктовано наступні громадські приміщення: на першому поверсі ресторан «Safe», на сьомому поверсі винний бар «Reserve» з терасою, звідки відкривається чудова панорама на старий Львів; спа-центр, зал для фітнесу, салон краси, нічний бар «Satirikon» з незалежним входом з вулиці Богдана Лепкого.

## Дизайн
Назва «BANKHOTEL» виникла якось одразу, її разом з логотипом вигадав архітектор Віктор Кудін.
Авторам хотілося зберегти та розвинути визначальну тему банку в дизайні готелю, починаючи безпосередньо з його назви.
Банк — це перш за все гроші: банкноти, монети, сейфи. На основі цього Віктор Кудін розробив два арт-проекти: «Банкноти і шаги» та «Монети». Перший проєкт показує банкноти Української Народної Республіки, розповідаючи про особливості кожної купюри, хто її автор і де вона друкувалася, українською та англійською мовами. Банкноти та їхні фрагменти надруковані на шкляних листах 2,4 на 0,8 м. Ці артефакти, своєю музейністю, підтримують тему банку в громадському просторі готелю. Так само розказано і про найменшу грошову одиницю Української Народної Республіки — шаг. Зображення шагів надруковані на шкляних листах 0,9 на 0,75 м.
Другий проєкт — «Монети» — пов'язаний з надзвичайно красивими ювілейними монетами Національного банку України. Це вже сучасний банковий сюжет, який розгортається на тлі сучасного дизайну, підтримуючи його з третього по сьомий поверх. На скляних листах 0,8 на 0,6 м вигравіювані аверс і реверс монет, а також розказано хто художник і на честь чого ця монета була випущена банком.
Коли автори вперше відвідали будівлю майбутнього готелю, їх вразили оригінальні австрійські сейфи. Їм вдалося зберегти їх буквально за хвилину до вивезення на металобрухт. Після реставрації вони підкреслюють тему банку в дизайні готелю на першому та другому поверхах.
Отже концепція дизайну громадського простору полягає в реставрації оригінальних елементів інтер'єру та розкритті банкової тематики. Ця концепція здебільшого стосується перших двох поверхів, де частково збереглися оригінальні інтер'єри. В інших же приміщеннях, автори розмовляють мовою сучасного дизайну.
Розробляючи 80 унікальних інтер'єрів для номерного фонду в 101 номер, авторка дизайну Ольга Рябова казала про те, що хочеться відчути в номерах мистецьку атмосферу початку XX століття. Це і стало причиною звернення до графічних композицій французьких художників модерну: Сержа Гладкого та Едуарда Бенедиктуса, які працювали в особливій трафаретній техніці. Кожен номер має свій розкішний абстрактний патерн розміром 1,35 м на 3-5 м. Основний колір патерну задає колір усьому номеру.
Одного разу, вивчаючи будинок банку в процесі роботи над проєктом, архітектори побачили за обпалим зі стелі тинькуванням цегляні склепіння по металевих балках. Після цього майже всі стелі з першого по четвертий поверх були розчищені від тинькування, а цегла — відреставрована. Цегляні склепіння стали вагомим візуальним елементом, який показав у номерах зв'язок сучасного дизайну з історичним архітектурним стилем, притаманним Австро-Угорському банку.

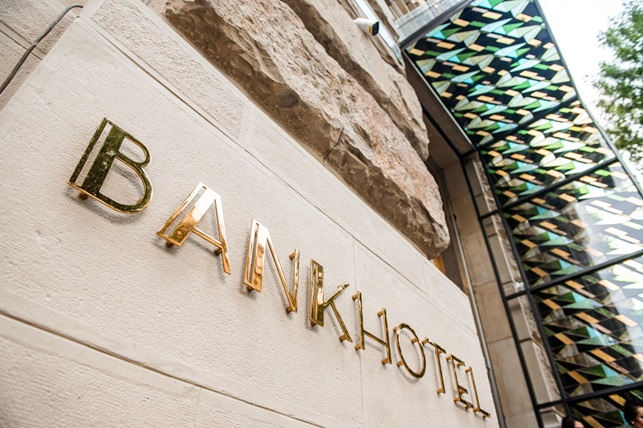
Фасад «BANKHOTEL»

Слід окремо відзначити концепцію нічного арт-бару «Satirikon». Назвімо його «cartoon-bar», адже він задуманий авторами як виставкова зала кращих карикатуристів України та світу; зала, яка прикрашена роботою одного з найкращих графіків Європи — львів'янином Олегом Денисенко. Маємо надію, що в барі у живому виконанні звучатиме львівський міський романс 1920—1930-х років. Бар, що дуже важливо, має окремий вхід з вулиці Богдана Лепкого.
Головний вхід в готель розташований з вулиці Листопадового Чину. На жаль, автентичні вхідні двері не збереглися, тому архітектори не сміли щось придумувати, а використали просто скляні двері, як повітря, втім акцентували їх нависаючим вітражем в стилі патернів, розміщених в номерах, який виконала талановита мисткиня Леся Піша.